# Eurybia macrophylla
Eurybia macrophylla е вид многогодишно тревисто растение от семейство Сложноцветни (Asteraceae). Видът е незастрашен от изчезване.

## Разпространение
Eurybia macrophylla е разпространен в източната част на Северна Америка, от източната и централната част на Канада (от Нова Скотия до Манитоба) през североизточните широколистни и смесени гори на Нова Англия, района на Големите езера, на юг през Апалачите до североизточния ъгъл на Джорджия и на запад до Минесота, Мисури и Арканзас.